# Cérilly (Côte-d'Or)
Cérilly is een gemeente in het Franse departement Côte-d'Or (regio Bourgogne-Franche-Comté) en telt 241 inwoners (2004). De plaats maakt deel uit van het arrondissement Montbard.

## Geografie
De oppervlakte van Cérilly bedraagt 13,7 km², de bevolkingsdichtheid is 17,6 inwoners per km².
De onderstaande kaart toont de ligging van Cérilly (Côte-d'Or) met de belangrijkste infrastructuur en aangrenzende gemeenten.

## Demografie
Onderstaande figuur toont het verloop van het inwonertal (bron: INSEE-tellingen).
1. ↑  Populations de référence 2022.